# Darlan Romani
Pour les articles homonymes, voir Romani (homonymie).
Darlan Romani (né le 9 avril 1991 à Concórdia) est un athlète brésilien, spécialiste du lancer de poids, champion du monde en salle en 2022 à Belgrade. Il a également terminé 4e aux Jeux olympiques de 2020, 4e aux Championnats du monde de 2019 et a été champion des Jeux panaméricains de 2019 et 2023.

## Carrière
Son record est de 20,90 m obtenu le 4 avril 2015 à São Paulo, ce qui est le record national. Un précédent record était de 20,48 m également record sud-américain des moins de 23 ans. Il pèse 140 kg pour 1,88 m.
Le 19 mars 2016, Romani termine 18e des championnats du monde en salle de Portland avec une marque de 18,50 m.
Le 18 août 2016, en finale du lancer de poids lors des Jeux olympiques de 2016, il porte le record national à 21,02 m et termine 5e, après l'avoir déjà battu en qualifications, avec 20,94 m, devenant le premier Brésilien à participer à une finale olympique de cette épreuve.
Le 4 juin 2017, à São Bernardo do Campo, il bat le record d'Amérique du Sud avec un jet à 21,82 m, améliorant l'ancien record (21,26 m) de l'Argentin Germán Lauro.
Le 26 mai 2018, il améliore le record continental avec 21,95 m à Eugene, qu'il porte à 21,98 m puis à 22,00 m à Bragança Paulista, lors du Troféu Brasil le 14 septembre 2018.

### Records personnels et 4e place mondiale (2019)
Le 30 juin 2019, lors du Prefontaine Classic à Palo Alto, il signe sa première victoire en Ligue de diamant et réalise une série extraordinaire d'une moyenne de 22,26 m, où il bat avec trois jets consécutifs son record personnel, national et continental, d'abord avec 22,46 m, puis 22,55 m et enfin 22,61 m, performance qui lui fait devenir le 10e meilleur performeur de l'histoire.
Le 9 août 2019, Darlan Romani remporte la médaille d'or aux Jeux panaméricains de Lima et bat malgré une infection à la gorge le record des Jeux à son sixième essai avec un jet à 22,07 m.
Aux Championnats du monde d'athlétisme 2019 à Doha, au Qatar, il prend part au plus grand concours de lancer du poids de l'histoire. Tom Walsh a lancé 22,90 m au premier essai. Romani a lancé 22,53 m lors de sa deuxième tentative, ce qui l'a placé à la deuxième place à ce moment-là. L'Américain Ryan Crouser a lancé 22,71 m lors de sa quatrième tentative, replaçant Romani à la 3e place. Lors de leurs derniers lancers, l'Américain Joe Kovacs a lancé 22,91 m et Crouser a obtenu 22,90 m, terminant tous les deux avec l'or et l'argent, Walsh terminant avec le bronze. Romani a terminé à la 4e place, le seul à avoir passé plus de 22 m avec les 3 médaillés. C'est le meilleur résultat du Brésil aux Championnats du monde dans cette compétition. Depuis 1990, personne n'avait lancé le poids au-dessus de 22,80 m, et les quatre premières places de cette compétition (dont Romani) ont battu le record du championnat du monde de 22,23 m,.

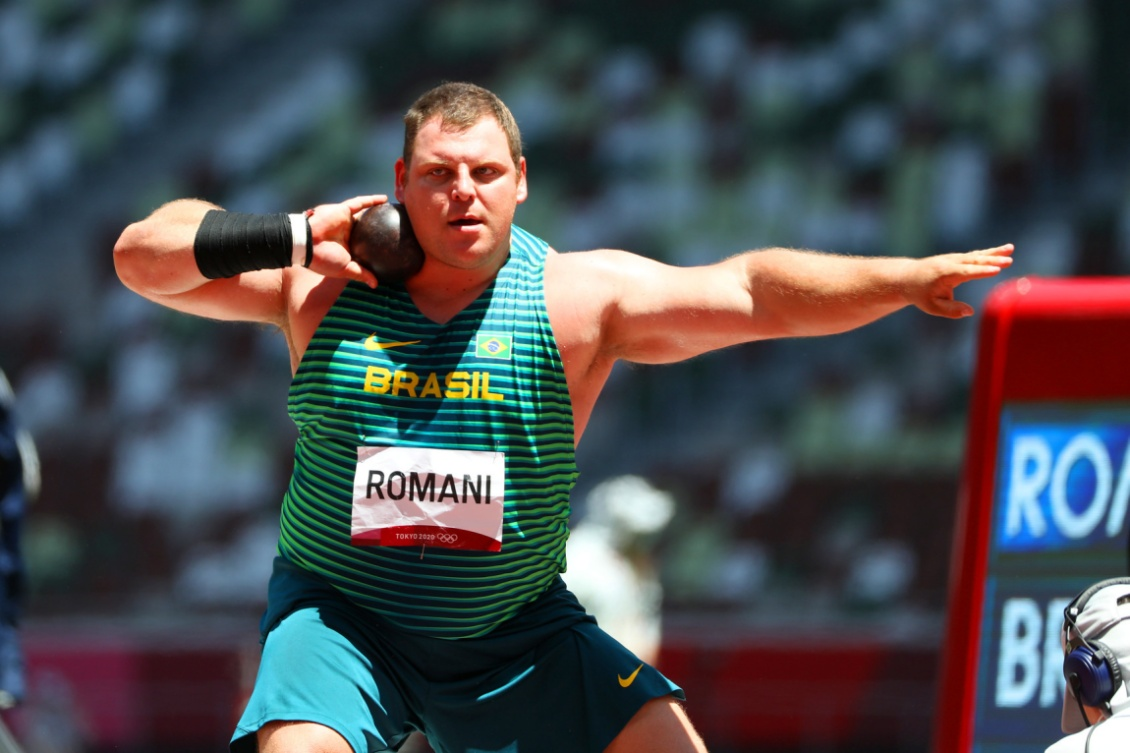
Darlan Romani aux Jeux olympiques de Tokyo 2020.

Romani a eu plusieurs complications pour s'entraîner en 2020 et 2021 : lui et sa famille ont contracté le COVID. Darlan a perdu 10 kg en 14 jours. Parce que son centre de formation a été fermé en 2020, il a dû improviser sur le terrain à côté de sa maison. Sans équipement d'entraînement approprié, au début de 2021, la douleur d'une hernie discale a forcé Darlan à faire une pause de 45 jours de rééducation. Romani a également eu des problèmes de ne pas pouvoir s'entraîner avec son entraîneur pendant plusieurs mois. Romani a surmonté ces adversités et s'est qualifié pour les Jeux Olympiques. Participant aux Jeux olympiques de 2020 à Tokyo, Romani s'est qualifié sereinement pour la finale avec la note de 21,31 m. Dans la finale, Romani a réussi un bon premier coup de 21,88 m, mais, n'étant pas dans sa meilleure forme en raison de problèmes dans la période précédant les Jeux, il n'a pas pu obtenir un coup de plus de 22 mètres dans les derniers coups, terminant à la 4e place. La médaille de bronze est revenue à Tom Walsh avec 22,47 m. La 4ème position est cependant la meilleure de l'histoire du Brésil dans cette épreuve des Jeux Olympiques,,.

### Champion du monde en salle (2022)
Le 19 mars 2022 à Belgrade, Romani réalise le plus grand exploit de sa carrière en devenant champion du monde en salle, battant Ryan Crouser, actuel détenteur du record du monde et champion olympique de l'épreuve, qui n'avait perdu aucune compétition au cours des trois dernières années. Romani bat largement son record sud-américain en salle (21,71 m, établi un mois plus tôt), en atteignant la marque de 22,53 m, nouveau record des Championnats du monde d'athlétisme en salle,.

### 2022 - 2024
Aux Championnats du monde d'athlétisme 2022, malgré avoir franchi des étapes de carrière qui auraient pu le conduire à une médaille de bronze, Romani n'a pas réussi à lancer plus de 22 m en finale, terminant 5e, avec une note de 21,92.
Aux Championnats du monde d’athlétisme 2023, Romani a de nouveau eu la chance de remporter une médaille. Lors des qualifications, il se qualifie à la 1ère place, avec une marque de 22,37 m, qu'est-ce qui pourrait te donner la médaille d'argent en finale. Il n'a cependant pas réussi à réussir de bons coups en finale, terminant 8ème avec une marque de 21,41 m.
Aux Jeux panaméricains de 2023, Romani est devenu double champion de l'épreuve, remportant l'or avec une marque de 21,36 m.

## Palmarès
| Date | Compétition                            | Lieu                 | Résultat | Marque  |
| ---- | -------------------------------------- | -------------------- | -------- | ------- |
| 2009 | Championnats d'Amérique du Sud juniors | Sao Paulo            | 2e       | 16,99 m |
| 2010 | Championnats du monde juniors          | Moncton              | 7e       | 18,58 m |
| 2012 | Championnats ibéro-américains          | Barquisimeto         | 3e       | 18,93 m |
| 2012 | Championnats d'Amérique du Sud espoirs | Sao Paulo            | 1er      | 19,93 m |
| 2013 | Championnats d'Amérique du Sud         | Carthagène des Indes | 2e       | 19,64 m |
| 2014 | Jeux sud-américains                    | Santiago du Chili    | 2e       | 19,96 m |
| 2014 | Championnats ibéro-américains          | Sao Paulo            | 2e       | 19,64 m |
| 2014 | Festival des sports panaméricains      | Mexico               | 2e       | 20,03 m |
| 2015 | Championnats d'Amérique du Sud         | Lima                 | 2e       | 20,32 m |
| 2015 | Jeux panaméricains                     | Toronto              | 6e       | 19,74 m |
| 2015 | Jeux mondiaux militaires               | Mungyeong            | 1er      | 20,08 m |
| 2016 | Championnats du monde en salle         | Portland             | 18e      | 18,50 m |
| 2016 | Championnats ibéro-américains          | Rio de Janeiro       | 1er      | 19,67 m |
| 2016 | Jeux olympiques                        | Rio de Janeiro       | 5e       | 21,02 m |
| 2017 | Championnats d'Amérique du Sud         | Luque                | 1er      | 21,02 m |
| 2018 | Championnats du monde en salle         | Birmingham           | 4e       | 21,37 m |
| 2018 | Jeux sud-américains                    | Santiago du Chili    | 1er      | 21,21 m |
| 2018 | Championnats ibéro-américains          | Trujillo             | 1er      | 20,74 m |
| 2018 | Coupe continentale                     | Ostrava              | 1er      | 21,89 m |
| 2019 | Championnats d'Amérique du Sud         | Lima                 | 1er      | 21,00 m |
| 2019 | Jeux panaméricains                     | Lima                 | 1er      | 22,07 m |
| 2019 | Ligue de diamant                       | Ligue de diamant     | 2e       | 22,15 m |
| 2019 | Championnats du monde                  | Doha                 | 4e       | 22,53 m |
| 2019 | Jeux mondiaux militaires               | Wuhan                | 1er      | 22,36 m |
| 2021 | Jeux olympiques                        | Tokyo                | 4e       | 21,88 m |
| 2022 | Championnats du monde en salle         | Belgrade             | 1er      | 22,53 m |
| 2022 | Championnats ibéro-américains          | La Nucia             | 1er      | 21,70 m |
| 2022 | Championnats du monde                  | Eugene               | 5e       | 21,92 m |
| 2023 | Championnats du monde                  | Budapest             | 8e       | 21,41 m |
| 2023 | Jeux panaméricains                     | Santiago             | 1er      | 21,36 m |
| 2024 | Championnats du monde en salle         | Glasgow              | 7e       | 21,11 m |
| 2024 | Championnats ibéro-américains          | Cuiabá               | 2e       | 20,53 m |

## Records
| Épreuve         | Épreuve   | Temps        | Lieu      | Date         |
| --------------- | --------- | ------------ | --------- | ------------ |
| Lancer du poids | Plein air | 22,61 m (AR) | Palo Alto | 30 juin 2019 |
| Lancer du poids | En salle  | 22,53 m (AR) | Belgrade  | 19 mars 2022 |